# Гальперин, Иосиф Давидович
Иосиф Давидович Гальперин (23 февраля 1950, Чкалов) — российский поэт, писатель, журналист. Член Союза писателей Республики Башкортостан. Лауреат национальной литературной премии «Писатель года» за 2015 год. Сын советского и российского журналиста Д. С. Гальперина, участника Великой Отечественной войны.

## Биография
Публикуется с 1966 года (стихотворение в газете «Ленинец» (г. Уфа). Окончил журфак МГУ в 1974 году, член Союза журналистов СССР с 1972 года. Участник Всесоюзного совещания молодых писателей (1979 г., Москва). Член секции русских писателей в Союзе писателей Башкирии. Один из руководителей литобъединения при газете «Ленинец» (1977—1990).
Трудился журналистом с 1969 года — в «Вечерней Уфе», «Ленинце» (ответсекретарь), «Русском курьере» (Москва) первым замом главного, в газетах «Спасение» (ответсекретарь), «Первое сентября» (ответсекретарь), «Общая газета» (заместитель главного редактора), «Российская газета» (член редколлегии), обозревателем в журнале «Огонек», в газетах «Московский комсомолец» и «Новые Известия», был генеральным директором издательства «Экономика», затем — обозреватель ежемесячника «Совершенно секретно». Как журналист и публицист печатался в газетах «Комсомольская правда», «Труд», «Советский спорт», журнале «Журналист».
Был членом уфимской команды КВН на всесоюзном соревновании КВН. Член жюри фестивалей авторской песни и «Юморин». Участвовал[когда?]

 в работе Всесоюзного общества охраны природы, в основании БАИД (башкирского объединения избирателей и депутатов), Социально-экологического союза, Демократической России, Демократической партии России, Общества «Мемориал» (уфимское отделение), Объединенного комитета общественных организаций. Был одним из организаторов демонстраций[каких?] в Уфе в 1987—1990 годах.
Лауреат премии за лучшее журналистское расследование Фонда им. Артема Боровика (2009).
Живёт в Болгарии с 2018 года. В Москве — наездами.

## Творчество
Печатался как поэт и прозаик в журналах и альманахах «Нева», «Знамя», «Арион», «Крещатик», «Бельские просторы», «Родники», «Стрелец», в газетах «Гуманитарный Фонд» (Москва), «Человек и природа», «Экология и жизнь», «Истоки», в различных коллективных сборниках стихов и публицистики. Выпустил в разных странах 11 книг стихов и 10 — прозы, публиковался в периодике Австралии, Бельгии, Болгарии, Германии, Израиля, США, Чехии. Произведения переводились на английский, болгарский, итальянский и французский языки. 

## Награды
Лауреат национальной литературной премии Союза писателей России «Писатель года» за 2015 год.
Лауреат первой премии конкурса «Эмигрантская лира». 
Лауреат международного конкурса «Созвездие духовности» и других.

## Книги
- Аистиная кисть. — Уфа: Башкирское книжное издательство, 1985.
- Дом Человека: диалоги об экологии. — Уфа: Башкирское книжное издательство, 1990 (совместно с Г. Розенбергом).
- Точильный круг. — Уфа: Башкирское книжное издательство, 1990.
- Литая сфера. — М.: Издательский дом Русанова, 1997.
- Щепоть. — Париж—Москва—Нью-Йорк: Третья волна, 2000.
- …С искаженным любовью лицом. — М.: Устойчивый мир, 2001.
- Эпоха расцвета шиповника. — М.: РИК Русанова, 2005.
- Бронзовый век. — М.: Зебра Е, 2010.
- Крики во сне. — М.: Зебра Е, 2011.
- Глаз всеобъемлющий. — СПб.: Скифия, 2018.